# Sara Kruzan
Sara Jessimy Kruzan (8 gennaio 1978) è un'attivista statunitense sopravvissuta al traffico sessuale.
Nel 1995, all'età di 17 anni, fu condannata per l'omicidio di primo grado del suo trafficante, George Gilbert Howard, che iniziò ad adescarla per l'industria del sesso all'età di 11 anni. È stata condannata all'ergastolo senza libertà condizionale. Durante il suo processo, l'abuso subito non è stato ammesso come prova e non le è stato permesso di parlarne. Dodici anni dopo la sua condanna, è stata intervistata da Human Rights Watch ed è stata finalmente in grado di parlare del suo abuso e, di conseguenza, ha ottenuto l'attenzione nazionale da parte di individui e di gruppi di riforma giudiziaria, che hanno sostenuto l'idea di farle avere un nuovo processo. Il 2 gennaio 2011, a seguito dell'attenzione dei media, a Kruzan è stato concesso l'indulto dal governatore Arnold Schwarzenegger, che ha commutato la sua condanna a 25 anni con possibilità di libertà vigilata; è rimasta detenuta presso il carcere femminile della California centrale a Chowchilla. Nel gennaio 2013, la sua pena è stata ridotta a omicidio colposo di secondo grado e a 15 + 4 anni, pena effettiva già scontata, rendendola ideonea ad un'udienza per la condizionale. È stata ritenuta idonea alla libertà condizionale il 12 giugno 2013 e la decisione è stata inoltrata al governatore Jerry Brown . Il 25 ottobre 2013, Brown non ha intrapreso alcuna azione sulla decisione della commissione per la libertà condizionale, di fatto confermandola, consentendo alla commissione di procedere con la libertà condizionale della Kruzan. Il 31 ottobre 2013, è stata rilasciata dal carcere con libertà condizionale dopo aver scontato 19 anni.

## Infanzia
Sara Kruzan è nata l'8 gennaio 1978. È stata cresciuta da sua madre a Riverside, California, dove era una studentessa d'onore a scuola. Durante la sua infanzia, ha incontrato suo padre solo tre volte perché stava scontando lunghe pene detentive. Durante la sua infanzia, Kruzan ha sofferto di grave depressione, che l'hanno portata a subire numerosi ricoveri.

## George Gilbert Howard

### Introduzione
Quando Kruzan aveva 11 anni, conobbe George Gilbert "G.G." Howard. Howard, vent'anni più vecchio, inizialmente è stato come un secondo padre per la Kruzan. La donna dichiarò nei documenti giudiziari che dopo essersi conosciuti, iniziò ad adescarla per farle fare una vita di prostituzione. Ha anche testimoniato che all'età di 13 anni è diventata vittima della tratta di esseri umani. Sotto il controllo di Howard, fu costretta a lavorare come prostituta minorile e fu soggetta ad abusi sessuali.

### Omicidio e arresto
Nel marzo 1994, quando la Kruzan aveva 16 anni, si trasferì in una casa di Rubidoux, appartenente a James Earl Hampton. La Kruzan si accordò per incontrare Howard il 9 marzo per un appuntamento e accettò di passare la notte con lui. Il 10 marzo la donna sparò a Howard al collo da distanza ravvicinata in una stanza del Dynasty Suites Motel. Quindi prese $1.500 dal suo portafoglio, insieme alle chiavi della sua Jaguar. Poi andò a incontrare il suo ragazzo, Johnny Otis, e Hampton in un supermercato locale. Il corpo di Howard venne trovato da un membro del personale addetto alle pulizie del motel. Quando gli agenti delle forze dell'ordine trovarono sul posto il documento di identità e la borsa della Kruzan lasciati nella stanza del motel, venne emesso un mandato per il suo arresto.
La Kruzan fu arrestata a Pomona il 14 marzo 1994. Durante l'interrogatorio, la Kruzan confessò. Il procuratore distrettuale della contea di Riverside decise di farla processare in un tribunale per adulti per omicidio di primo grado. Una valutazione della California Youth Authority concluse che era adatta per il sistema giudiziario minorile; tuttavia, un giudice locale, su richiesta del procuratore Tim Freer, la trasferì al tribunale per adulti.

### Processo e condanna
Durante il processo, la Kruzan dichiarò di aver ucciso Howard perché Hampton glielo aveva ordinato e aveva minacciato di uccidere sia lei che sua madre se non avesse eseguito i suoi ordini. Di conseguenza, l'avvocato della difesa David Gunn, riferì alla corte le informazioni che Hampton aveva dato alla polizia. Né Hampton né Otis vennero accusati del crimine a causa della mancanza di prove giuridicamente sufficienti a sostegno della dichiarazione della Kruzan. 
Durante le arringhe finali del processo, Timothy Freer (ora giudice) avvertì i giurati di non lasciarsi influenzare dall'immagine di un'adolescente attraente e minuta che potrebbe non corrispondere alla loro idea di assassino. Giovedì 11 maggio 1995, una giuria della Corte Suprema di Riverside composta da sette donne e cinque uomini la giudicò colpevole di omicidio di primo grado, affermando la presenza di due circostanze speciali: che Howard fu assassinato durante una rapina e che la Kruzan era rimasta appostata in attesa di ucciderlo, ciò per giustificare un ergastolo, senza possibilità di libertà vigilata. Il 31 ottobre 2013 Sara Kruzan è stata trasferita presso il carcere femminile della California centrale a Chowchilla dopo aver scontato 19 anni.

## Sostegno della riforma giudiziaria
Come risultato della sua situazione di giovane condannata per omicidio e condannata all'ergastolo senza possibilità di libertà vigilata, la Kruzan è stata al centro delle petizioni nazionali e dei gruppi di riforma giudiziaria che stanno sostenendo l'idea di un nuovo processo. Alcuni gruppi di attivisti hanno suggerito che la Kruzan soffriva della sindrome dell'adulto maltrattato, una condizione fisica e psicologica che spesso porta le vittime di abusi ad uccidere i loro aggressori.

Il National Center for Youth Law ha criticato gli Stati Uniti per la frequenza con cui condanna i minori all'ergastolo senza condizionale, utilizzando spesso la Kruzan come esempio della necessità di una maggiore compassione.

Nel febbraio 2009, Human Rights Watch ha pubblicato un video su YouTube, che presenta la Kruzan, nel tentativo di sottolineare la loro campagna per la proibizione degli ergastoli senza possibilità di condizionale per i minorenni in California. 
In risposta a questo caso, il senatore democratico, Leland Yee di San Francisco, ha dichiarato: "L'ergastolo senza la possibilità di libertà vigilata significa assolutamente nessuna possibilità di liberazione... Significa anche che ai minori viene spesso precluso l'accesso a programmi e servizi di riabilitazione mentre sono in prigione. Questa condanna è stata creata per i criminali peggiori che non hanno nessuna possibilità di rieducazione e non è un modo umano di gestire i bambini. Seppure i crimini che hanno commesso hanno causato innegabili sofferenze, questi giovani autori di reati non sono il peggio del peggio."